# مينتال راي
مينتال راي (بالإنجليزية: Mental Ray)‏ هو تطبيق برمجي في الرسوميات الحاسوبية، يعمل على التصيير بجودة مرتفعة. طُوّر التطبيق في شركة Mental Images GmbH في العاصمة الألمانية برلين؛ والتي اشترتها شركة إنفيديا في ديسمبر 2007. كما يوحي الاسم فإن تطبيق مينتال راي يدعم تقنية تتبع أثر الشعاع Ray tracing لإظهار الصور.
استخدمت التقنية في العديد من الأفلام الكبيرة مثل فيلم هالك والماتريكس 2 والماتريكس 3 وحرب النجوم الجزء الثاني: هجوم المستنسخين واليوم بعد الغد وبوسايدون.

## وصلات خارجية
- mental images
- My mentalRay